# Mabel Bert
Mabel Bert (de soltera Scott, 1862 – 1945) fue una actriz estadounidense nacida en Australia.

## Primeros años
Bert nació en Australia en 1862. Su padre era A.C. Scott cuya familia era muy rica. Ambos inmigraron a los Estados Unidos en 1865, instalandose en San Francisco, California para que Mabel tenga una mejor educación. Estudió en el Mills Seminary en Oakland, California.

## Carrera

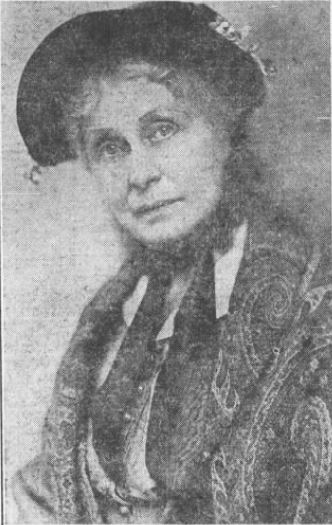
Mabel Bert en Turn to the right

Mabel fue una actriz, conocida por Straight Is the Way (1921), The Wonderful Thing (1921) y Blackbirds (1920).
Comenzó como actriz por casualidad. Estaba entre bastidores con un amigo durante la representación de Oliver Twist y en el último momento le pidieron que sustituyera a una actriz que faltaba y que tenía tres líneas.
Al principio de su carrera, actuó en varias compañías de California durante dos años y en 1886 se unió a una compañía de San Francisco para interpretar papeles principales. Durante 14 meses interpretó un papel nuevo cada semana, incluyendo obras de Shakespeare, comedias antiguas, melodramas, obras de sociedad y burlescas. En 1887, se fue al este y se unió a una de las compañías de Frohman Brothers en Held by the Enemy. Desde entonces, Bert interpretó papeles principales en varias obras y actuó en todas las ciudades importantes de Estados Unidos. Actuó como protagonista para la John A. Stevens Company en la antigua Grand Opera House de San Francisco.

## Vida personal

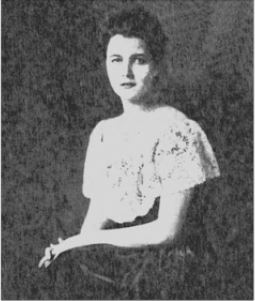
Doris Rankin

Dejó la escuela a los 17 años y el 25 de mayo de 1879 se casó con Edward G. Bert, director teatral que trabajaba para su hermano, Fred Bert, un pionero del teatro en Oakland. Debutó en los escenarios en 1880.
En 1887, comenzó una relación con Arthur McKee Rankin (conocido como McKee Rankin) y se quedó embarazada. Dio a luz a una niña, Doris Rankin, que más tarde se casó con Lionel Barrymore, coprotagonista de Bert en Arizona. En 1888 su esposo solicitó el divorcio por abandono de hogar. En 1892, la esposa de Rankin solicitó el divorcio, pero Rankin, devoto católico, no se casó con Bert. Rankin ya tenía dos hijas (Gladys y Phyllis) de su matrimonio con Kitty Blanchard.[cita requerida]
El 28 de julio de 1893, Bert se casó con Forrest Robinson, un actor de Broadway que más tarde protagonizó películas con Mary Pickford. Se conocieron actuando juntos en The Lost Paradise.
Tras enviudar en 1924, vivió con su hija en Denver en la década de 1930.

## Trabajos

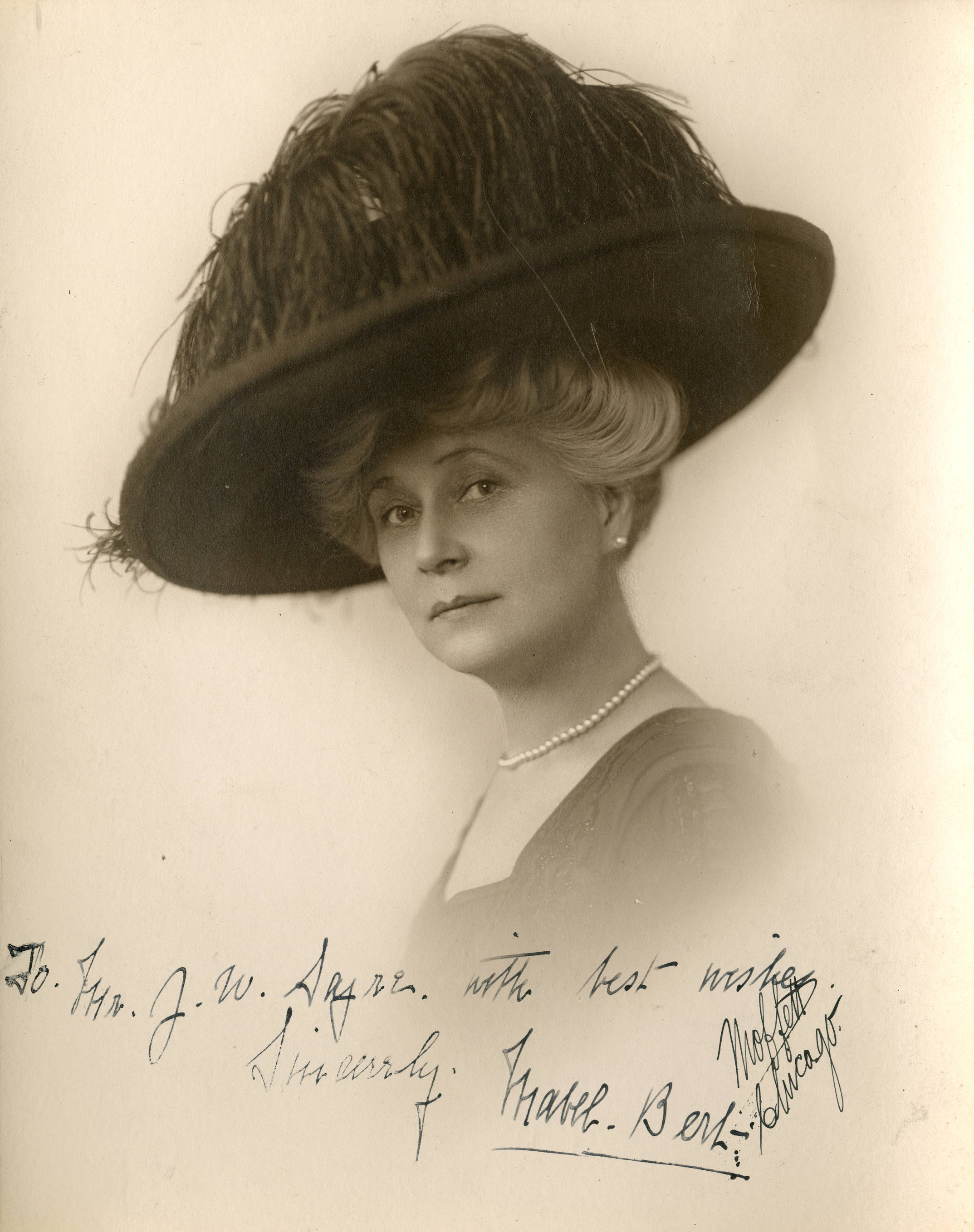
Mabel Bert, 1915, Daddy-Long-Legs

| - Stage Play 1925: Accused as Mme. De Verron - Movie 1921: The Wonderful Thing as Lady Sophia Alexandria Mannerby - Movie 1921: Straight Is the Way as Aunt Mehitabel - Movie 1920: Blackbirds - Stage Play 1918: Turn to the Right - Stage Play 1915: Daddy-Long-Legs - Stage Play 1914: Young Wisdom as Mrs. Claffenden: "The girls' mother played splendidly by Mabel Bert." - Stage Play 1912: The Senator Keeps House as Mrs Ida Flower: "Miss Mabel Bert played the part of Mrs. Ida Flower with great skill, delicacy and charm." - Stege Play 1911: Sire as Mlle de Saint-Salbi: "One of the most sympathetic and charming character portrayals that has been seen on the Pittsburgh stage in a long time." - Stage Play 1911: What the Doctor Ordered - Stage Play 1910: The Faith Healer - Stage Play 1909: Ragged Robin - Stage Play 1906: The Crossing as Mrs. Temple: "The finished acting of Miss Mabel Bert saved it from exceeding tameness" - Stage Play 1906: The Light Eternal - Stage Play 1906: The Price of Money - Broadway 1899-1900-1901-1903-1905: Ben Hur as Mother of Hur - Stage Play 1899: Arizona as Estrella Bonham - Stage Play 1898: The Master as Mrs. Thomas Faber: "Mabel Bert as the wife of the stern "Master" cannot well be too much praised for her earnest and natural performances." - Stage Play 1896: The Liar as Elaine Rousseau - Stage Play 1894: The Lost Paradise: "Among the actors and actresses who made up the stock company and the Bijou last summer, none were more genuinely appreciated than young Forrest Robinson and Mabel Bert." - Stage Play 1892: Little Tippett - Stage Play 1891: The Canuck as Angelique Bisquitte - Stage Play 1890: The Fatal Card - Stage Play 1890: Shenandoah - Stage Play 1890: The Masqueraders | - Stage Play 1889: Hearts-Ease as Lady Neville - Stage Play 1889: Undine - Stage Play 1889: Hazel Kirk - Stage Play 1889: Convict 1240 - Stage Play 1889: The Silver King - Stage Play 1889: The Kantuck - Stage Play 1888-1889: The Runaway Wife - Stage Play 1888: The New Danites as Miss Dido - Stage Play 1887: Allan Dare - Stage Play 1887: Wife and Child as Lady Alice - Stage Play 1886: 49 as Carrots - Stage Play 1886: The Last Days of Pompeii - Stage Play 1886: Under the Polar Star - Stage Play 1886: Falsely Accused, or, The Deadwood Stage as Pix - Stage Play 1886: The Two Orphans as Louise - Stage Play 1886: The Golden Giant as Ethel Wayne and later as Bessie Fairfax - Stage Play 1886: Everybody's Friend as Mrs Featherly - Stage Play 1886: The Field of the Cloth of Gold - Stage Play 1886: Rob Roy - Stage Play 1886: Guy Mannering as Julia Mannering - Stage Play 1886: Erin O'Chorra as Norah Delaney - Stage Play 1886: Money as Clara Douglas - Stage Play 1886: Second Sight - Stage Play 1886: Hoodman Blind - Stage Play 1886: Notre Dame as Esmeralda - Stage Play 1886: The Danites as Widder and later as Billy Piper: "A young lady of great talent as an actress, and of extreme beauty" - Stage Play 1885: A Wall Street Bandit - Stage Play 1885: Macbeth as Lady Macduff and later as Lady Macbeth - Stage Play 1885: Brought to Justice as Nell Forrest - Stage Play 1882: Step by Step as Shop Girl - Stage Play 1882: A Prisoner for Life (debut) |